# Prix Michel-Gouilloud-Schlumberger
Le prix Michel Gouilloud Schlumberger  est un prix scientifique fondé par la société Schlumberger et décerné tous les ans par l’Académie des sciences. 

## Description
Le prix Michel Gouilloud Schlumberger est fondé en 2001 par la société Schlumberger pour perpétuer la mémoire et l’œuvre de Michel Gouilloud. Ce prix annuel est destiné à récompenser un chercheur ou une chercheuse ou ingénieur(e) de moins de 45 ans au 1er janvier de l’année d’attribution pour une découverte significative effectuée avant l’âge de 35 ans dans le domaine des sciences de l’univers (géologie ou géophysique). Ses travaux doivent être en relation avec la recherche, l’exploitation et l’emploi des ressources fossiles. Ceux-ci sont également appréciés en fonction du souci de valorisation des résultats obtenus dans le secteur de l’exploitation pétrolière.
Le prix est doté de 20 000 €. En plus du prix, un voyage d’étude d’une durée d’une semaine est offert au récipiendaire pour visiter l’un des centres de recherches ou de développement Schlumberger et à rencontrer à cette occasion sa communauté scientifique. Le choix du centre sera effectué en fonction de la nature des travaux récompensés et des domaines d’intérêts du lauréat ou de la lauréate. 

## Lauréats
- 2024 : Romain Jolivet, Professeur à l'École normale supérieure (Paris)
- 2023 : Romain Brossier, Maître de conférences de l’université Grenoble-Alpes à l’Institut des Sciences de la Terre[2].
- 2022 : Linda Luquot, Chargé de recherche au CNRS au Laboratoire Géosciences Montpellier (Université Montpellier/CNRS)
- 2021 : Yannick Donnadieu, paléoclimatologue, directeur de recherche CNRS au CEREGE (Aix-Marseille Université/CNRS/IRD/Collège de France/INRAE).
- 2020 : Catherine Noiriel, maître de conférences à l’université Toulouse III – Paul Sabatier, rattachée au laboratoire Géosciences environnement Toulouse au sein de l’Observatoire Midi-Pyrénées.
- 2019 : Guillaume Caumon, professeur des universités à l’École nationale supérieure de Géologie et animateur de l’équipe géologie numérique et intégrative du laboratoire GeoRessources à l’université de Lorraine et du CNRS.
- 2018 : Harsha Suresh Bhat, chargé de recherche au laboratoire de géologie à l’École normale supérieure à Paris.
- 2017 : Louis de Barros, Maître de conférences à l’université Nice Sophia Antipolis, laboratoire Géoazur.
- 2016 : Sylvain Bernard, chargé de recherche au CNRS à l’Institut de minéralogie, de physique des matériaux et de cosmochimie au Muséum national d’histoire naturelle à Paris.
- 2015 : Jérôme Fortin, chargé de recherche au CNRS au laboratoire de géologie de l'École nationale supérieure à Paris.
- 2014 : Alexandre Schubnel, chargé de recherche au CNRS au laboratoire de géologie de l'École nationale supérieure à Paris